# Рукмане, Марите Карловна
Марите Карловна Рукмане — советский хозяйственный, государственный и политический деятель.

## Биография
Родилась в 1950 году в Тукумсе. Член КПСС с 1971 года.
С 1968 года — на хозяйственной, общественной и политической работе. В 1969—1991 гг. — старшая пионервожатая Смардской восьмилетней школы Тукумского района, старшая пионервожатая 2-й средней школы г. Тукумса, организатор внеклассной воспитательной работы 2-й средней школы г. Тукумса, студентка Латвийского государственного университета им. Петра Стучки, заведующая пионерским отделом ЦК ЛКСМ Латвии, первый секретарь ЦК ЛКСМ Латвии, первый секретарь Кировского райкома КП Латвии города Риги.
Избиралась депутатом Верховного Совета Латвийской ССР 10-го и 11-го созывов. Делегат XXVI съезда КПСС.
Живёт в Латвии.